# Maine-de-Boixe
Maine-de-Boixe ist eine französische Gemeinde mit 476 Einwohnern (Stand 1. Januar 2022) im Département Charente in der Region Nouvelle-Aquitaine (vor 2016 Poitou-Charentes); sie gehört zum Arrondissement Confolens (bis 2017 Angoulême) und zum Kanton Boixe-et-Manslois. Die Einwohner werden Manilibuxiens genannt.

## Geographie
Maine-de-Boixe liegt etwa 22 Kilometer nördlich von Angoulême. Umgeben wird Maine-de-Boixe von den Nachbargemeinden Mansle im Norden, Puyréaux im Nordosten, Nanclars im Osten, Aussac-Vadalle im Osten und Süden, Saint-Amant-de-Boixe im Süden und Südwesten, Vervant im Südwesten und Westen sowie Cellettes im Westen und Nordwesten.

## Bevölkerungsentwicklung
| 1962                       | 1968 | 1975 | 1982 | 1990 | 1999 | 2006 | 2019 |
| -------------------------- | ---- | ---- | ---- | ---- | ---- | ---- | ---- |
| 168                        | 167  | 206  | 296  | 375  | 384  | 434  | 482  |
| Quellen: Cassini und INSEE |      |      |      |      |      |      |      |

## Sehenswürdigkeiten
- Kirche Saint-Thomas
- Kapelle der Kommende von Courreau des Tempelritterordens aus dem 12. Jahrhundert

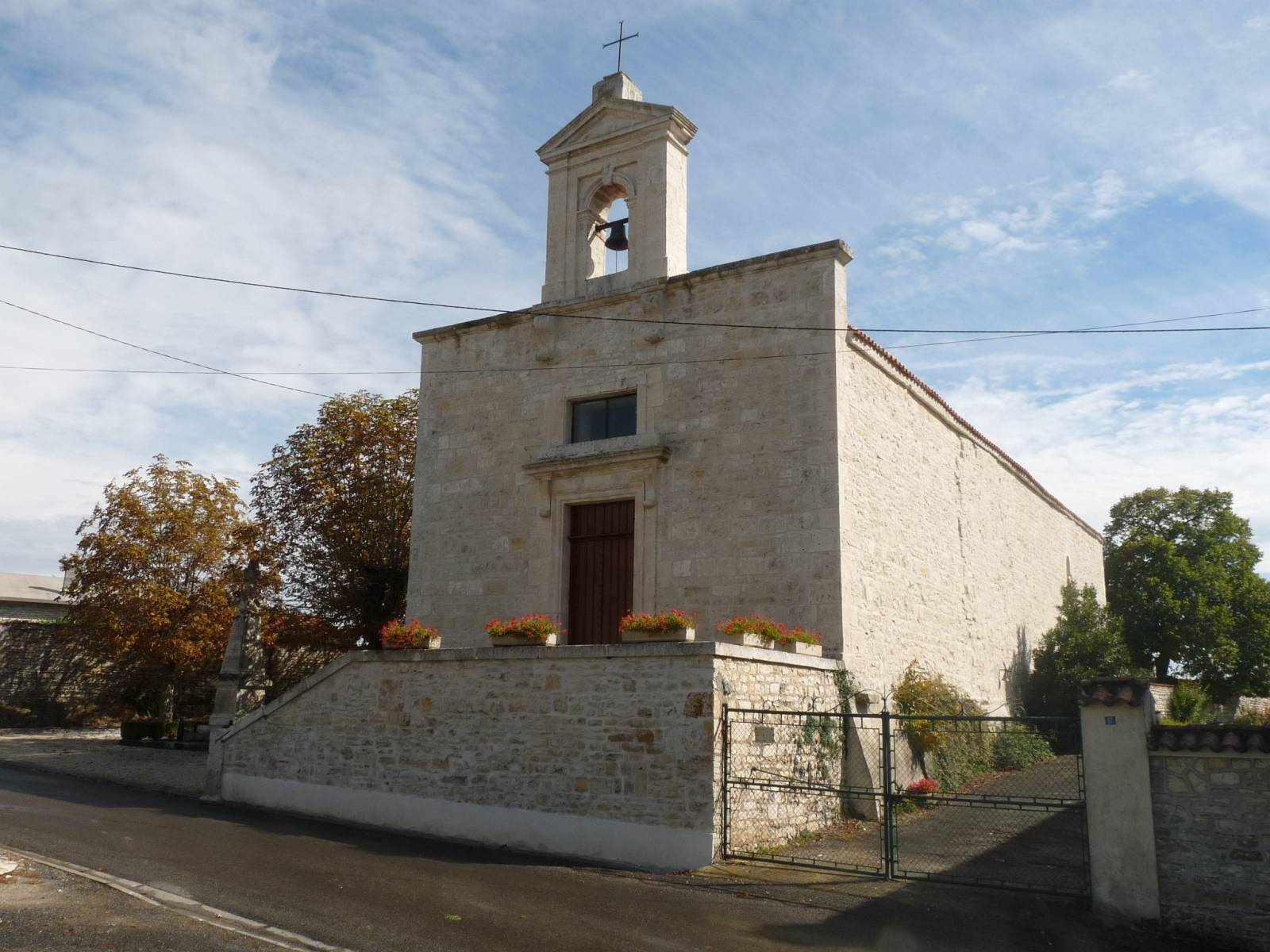
Kirche Saint-Thomas
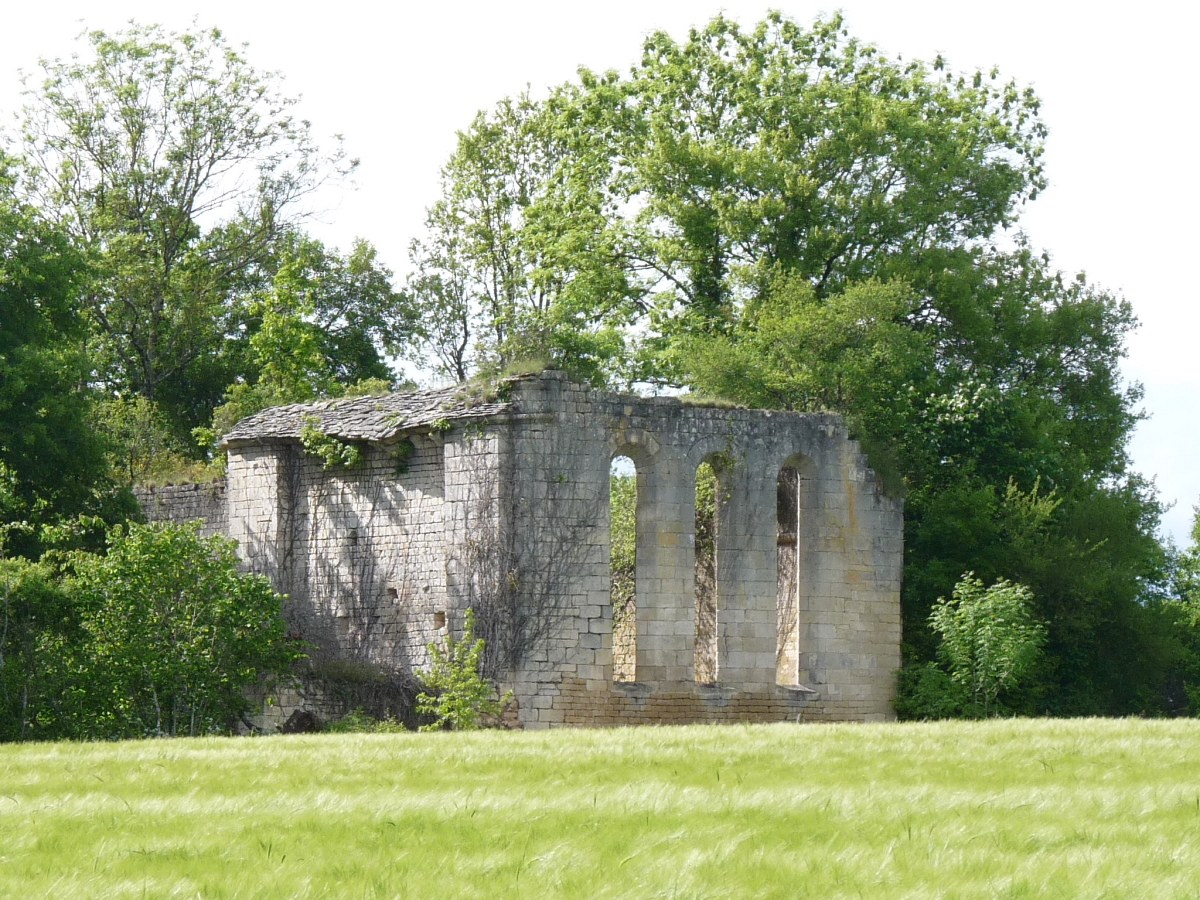
Kommende von Courreau